# Travelers Tower
Travelers Tower es un rascacielos de 24 pisos y 160,63 metros de altura en el centro de la ciudad de Hartford, la capital del estado de Connecticut (Estados Unidos). Fue el séptimo edificio más alto del mundo cuando se construyó en 1919 y actualmente es el segundo más alto de Hartford. Es la cuarta sede de Travelers Insurance Company. El arquitecto de Travelers Tower fue Donn Barber, quien también diseñó la Biblioteca Estatal de Connecticut, el Edificio de la Corte Suprema y el The Hartford Times Buildin.
Fue el primer edificio comercial fuera de Nueva York que se elevó a más de 150 metros. La torre es en realidad una extensión de otros dos edificios de los cuales comienza en el décimo piso, por lo que a veces se considera que tiene 34 pisos. En el piso 27 hay una plataforma de observación abierta. La parte superior se ha convertido en un lugar de anidación de halcones peregrinos, que son observados por cámaras web. Debido al mantenimiento de la torre, las cámaras web se han desconectado y la caja nido se ha trasladado al edificio Travelers Plaza.